# Sequence
Sequence ist ein Brettspiel des Spieleautors Doug Reuter, das zuerst 1982 bei dem amerikanischen Spieleverlag Jax, Ltd., erschien und danach in zahlreichen weiteren Auflagen unter anderem bei Parker, Winning Moves und anderen verlegt wurde. Die erste deutschsprachige Version erschien 1997 bei Parker, die parallel mehrere verschiedene Sprachversionen veröffentlichten.

## Thema und Ausstattung
Bei Sequence versuchen die Spieler, auf einem Spielfeld mit einer vorgegebenen Kartenauslage durch den Einsatz eigener Spielkarten Sequenzen aus je fünf Spielsteinen zu bilden, die horizontal, vertikal oder diagonal benachbart sind; darin entspricht es bekannten Spiele des Typs Fünf in eine Reihe. Das Spielfeld besteht dabei aus einer aufgedruckten Auslage von insgesamt 204 Spielkarten, wobei jede Karte außer den Buben je zwei Mal vorkommt. Als weiteres Spielmaterial werden ein Kartensatz aus 104 Spielkarten (entspricht einem Romméblatt ohne Joker) und je 45 blaue, grüne und rote Spielsteine für bis zu drei Spieler bzw. Teams benötigt.

## Spielweise
Bei einem Spiel von bis zu drei Mitspielern spielen diese jeweils allein, bei mehr Spielern werden zwei oder drei Teams gebildet. Zu Beginn des Spiels bekommt jeder Spieler bzw. jedes Team ein farbiges Spielsteinset. Der Startspieler bzw. das Startteam wird durch Ziehen einer Karte aus dem Spielkartenset bestimmt, der Spieler mit der höchsten gezogenen Karte beginnt. Die Spielkarten werden gemischt und jeder Spieler erhält ein Set von Handkarten, deren Anzahl von der Anzahl der Mitspieler abhängt (bei zwei Spieler je 7 bis bei zwölf Spielern je 3 Karten pro Spieler). Die restlichen Karten bilden einen verdeckten Nachziehstapel.

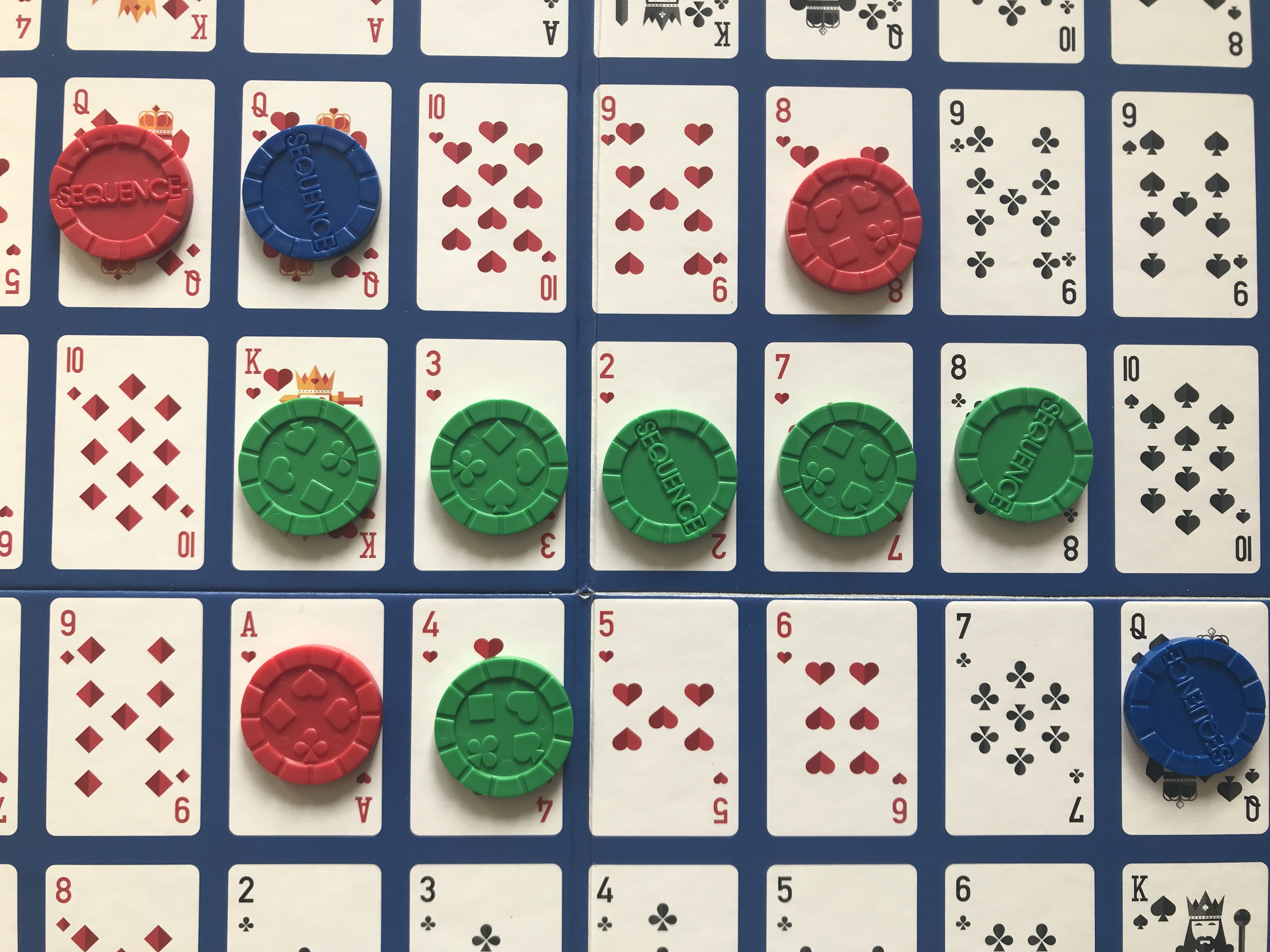
Sequenz aus fünf grünen Spielsteinen

Das Spiel wird im Uhrzeigersinn nacheinander gespielt. Der jeweils aktive Spieler wählt eine der eigenen Handkarten und legt sie offen vor sich ab, danach nimmt er einen der eigenen Spielsteine und markiert damit ein freies Feld mit der Abbildung dieser Karte. Danach zieht er eine Karte vom Nachziehstapel und beendet damit seinen Zug. Die Spieler versuchen nun, vollständige Sequenzen von fünf eigenen Spielsteinen bzw. Steinen des eigenen Teams zu bilden. Die vier Eckfelder des Spielplans gelten dabei als Joker für alle Spieler – legt ein Spieler an diese an, braucht er entsprechend nur vier Steine der eigenen Farbe für eine vollständige Sequenz. Die Buben ermöglichen besondere Züge, wenn sie ausgespielt werden:
- Buben mit frontal sichtbaren zwei Augen sind Joker. Werden sie ausgespielt, darf der Spieler ein beliebiges Feld auf dem Spielplan belegen.
- Buben im Profil mit nur einem sichtbaren Auge ermöglichen es dem Spieler, der sie ausgespielt hat, einen gegnerischen Stein vom Feld zu entfernen. Eine bereits vollständige Sequenz darf dabei allerdings nicht zerstört werden.

Spielen die Spieler in Teams, dürfen sie nicht über die jeweiligen Karten auf ihrer Hand reden und sich absprechen. Das Spiel endet, sobald ein Spieler oder Team die für den Sieg notwendige Anzahl Sequenzen ausliegen hat. Bei zwei Spielern oder zwei Teams müssen diese zwei vollständige Sequenzen bilden, bei drei Spielern bzw. Teams nur eine. Bei sich überkreuzenden Sequenzen kann ein Stein als Bestandteil beide beteiligter Sequenzen genutzt werden.

## Versionen und Rezeption
Das Spiel wurde von dem Spieleautor Doug Reuter entwickelt und erschien zuerst 1982 bei dem amerikanischen Verlag Jax, Ltd., der es in mehreren Auflagen auf Englisch und später auch auf Französisch und Spanisch anbot. 1992 erschien neben der Jax-Edition eine Ausgabe bei Ventura Games, ebenfalls auf Englisch. 1997 veröffentlichte auch der Verlag Parker Brothers das Spiel und brachte international mehrere Ausgaben heraus, darunter auch die erste deutschsprachige Version. Nordic Games und andere lizenzierten das Spiel und veröffentlichten es jeweils in ihren Landessprachen und auch in multilingualen Versionen. 2018 erschien die bislang letzte Ausgabe bei Goliath B.V. in den Niederlanden, die ebenfalls multilingual in mehreren europäischen Sprachen veröffentlicht wurde.

## Belege
1. 1 2 3 4  Spieleanleitung Sequence, Goliath 2018
2. ↑  Sequence, Versionen bei BoardGameGeek. Abgerufen am 14. April 2020.